# Aleksandr Averbuch
Aleksandr Valerjevitj Averbuch (ryska: Александр Валерьевич Авербух, hebreiska: אלכס אברבוך), född 1 oktober 1974 i Irkutsk, Ryska SSR Sovjetunionen, är en israelisk friidrottare som tävlar i stavhopp. 
Averbuch började som mångkampare och blev europeisk U23 mästare i tiokamp 1997. Två år senare bytte han medborgarskap till Israel och satsade bara på stavhopp.  
Averbuch blev 1999 den första israel att vinna en medalj i ett världsmästerskapskap när han blev bronsmedaljör vid VM i Sevilla med ett hopp på 5,80. Året efter blev han guldmedaljör vid inomhus-EM efter att ha klarat 5,75. Han deltog även vid Olympiska sommarspelen 2000 och slutade då på en tionde plats. 
Vid VM 2001 i Edmonton slutade han på andra plats efter att ha klarat 5,85. Vid EM i München 2002 räckte 5,85 till en guldmedalj. Han var i final vid Olympiska sommarspelen 2004 och slutade då åtta efter att ha klarat 5,65.
Vid EM 2006 i Göteborg försvarade han sitt EM-guld när han klarat 5,70. Han var i final vid VM 2007 men slutade trots höjden 5,81 på en sjunde plats. Han deltog vid Olympiska sommarspelen 2008 men blev utslagen i kvalet.

## Personligt rekord
- Stavhopp - 5,93